# Billet de 10 nouveaux francs Richelieu
Pour les articles homonymes, voir 10 francs.
Recto
Verso
Chronologie
10 francs Mineur 10 francs Voltaire
Le 10 nouveaux francs Richelieu est un billet de banque en francs français créé par la Banque de France le 5 mars 1959 et émis le 4 janvier 1960 pour remplacer le 1000 francs Richelieu. Il sera suivi par le 10 francs Voltaire.

## Historique
Ce billet polychrome imprimé en taille-douce appartient à la série des « personnalités célèbres » qui ont conduit à la création de la France en tant qu’État moderne. Les autres personnalités sont : Victor Hugo, Henri IV, Bonaparte et Molière.
Ce billet comprend l'abréviation « NF » pour « nouveaux francs ».
Imprimé de mars 1959 à janvier 1963, ce billet est progressivement retiré de la circulation à compter du 2 janvier 1964, et cesse d'avoir cours légal le 1er avril 1968.
Son tirage total est de 642 500 000 exemplaires.

## Description
La vignette est identique au 1000 francs Richelieu : seules, au recto, sont désormais typographiées les mentions « 10 NF » et « Dix nouveaux francs », à la suite de la réforme de 1958.
Au verso, « 1000 » est remplacé par un « 10 ».